# Гадля
Га́для — село в Магаданской области России. Входит в Ольский район и соответствующий ему муниципальный округ.

## География
Расположено в нижнем течении на правом берегу реки Ола.
Расстояние до районного центра Олы — 9 км, до Магадана — 44 км.

## Название
Название в переводе с эвен. гадылдақ — «место нереста».

## История
Село основано в 1893 году якутами-переселенцами. В 1925 году в Гадле открылась единая трудовая школа первой степени. В 1927 году здесь появились первые коллективные хозяйства — артели рыбаков, которые спустя несколько лет объединились в один колхоз имени Сталина. Примерно в это же время была организована первая в области звероферма по разведению чёрно-бурых лисиц. Впоследствии колхоз был преобразован в совхоз-техникум.

## Население
| 2002 | 2010 | 2012 | 2013 | 2014 | 2015 | 2018 |
| ---- | ---- | ---- | ---- | ---- | ---- | ---- |
| 496  | ↘446 | ↘426 | ↘423 | ↗427 | ↗443 | ↗450 |
| 2020 | 2021 |      |      |      |      |      |
| ↘440 | ↘395 |      |      |      |      |      |

Представителей коренных малочисленных народов Севера в селе около 20 %.

## Экономика и социальная инфраструктура
Градообразующим предприятием села является рыбоперерабатывающий завод «Тандем».
В селе действует: начальная школа-детский сад, почта, клуб, библиотека, 2 магазина.
В посёлке 22 многоквартирных дома. К 2014 году из аварийного и ветхого жилья были переселены все жители. Протяженность улично-дорожной сети составляет 1 км.

## Культура
В Гадле организован единственный в регионе этнокультурный лагерь «Нёлтен Хэдекэн», целью которого является создание языковой среды для овладения детьми эвенской разговорной речи с помощью традиционного образа жизни эвенов. В лагере дети изучают национальные танцы, культуру, обычаи, прикладное творчество народов Крайнего Севера.